# Ersatz Audio
Ersatz Audio – amerykańska niezależna wytwórnia muzyczna z siedzibą w Detroit, w stanie Michigan.
Firmę założyli i rozwijają Adam Lee Miller oraz Nicola Kuperus. Ich zamierzeniem było wydawanie płyt grupy  ADULT., której są członkami. Z wydawnictwem współpracują również tacy artyści jak Magas oraz Blind Leads Nakid, których styl zbliżony jest do ADULT. Pododdziałem Ersatz Audio jest Monoplaza Records Co.